# Van der Gracht
Van der Gracht is de naam van een notabele en adellijke Zuid-Nederlandse familie.

## Geschiedenis
De meest in het oog springende telg van deze familie was de zalige Idesbald "van der Gracht" (+1167), abt van de abdij Onze-Lieve-Vrouw Ten Duinen in Koksijde. In de negentiende eeuw werd de naam Sint-Idesbald gegeven aan een badplaats naast Koksijde. Idesbald wordt evenwel in geen enkel document van voor 1600 "van der Gracht" genoemd, en pogingen om hem te linken aan adellijke familie die vanaf het einde van de 13de eeuw in het Kortrijkse aanwezig is, zijn steeds vruchteloos gebleken.
In de veertiende eeuw krijgt men meer zekerheid, met ridder Wouter van der Gracht (†1369), heer van Ter Gracht, die trouwde met Marie van Praet (†1385), van de heren van Moerkerke. Vanaf hem is de genealogie met zekerheid opgemaakt, tot heden.
Voor wat betreft het ancien régime ging het om twee familietakken.
- Olivier heer van Ter Gracht (†1418) × Alix de Visch.
  - Guidolph heer van Ter Gracht (†1463) × Isabeau van Halewyn.
    - Adriaan van der Gracht, heer van Schardau × Jossine van der Meersch.
      - Jan van der Gracht, heer van Schardau en Zwevegem (†1511) × in 1595 Elisabeth de Baenst.
        - François van der Gracht, heer van Schardau × Jeanne de Thiant.
          - Antoine van der Gracht (†1619), heer van Schardau, × Gertrude de Berlo.
- Willem van der Gracht × N. de Oostkerke.
  - Gijsbrecht van der Gracht × Catherine van Gendeshem.
    - Gaspar van der Gracht (†1515) × Marie van Overschelde.
      - Wouter van der Gracht, heer van Roosebeke × Thierrette Noppen.
        - Wouter van der Gracht, heer van Schiervelde, × Barbe van Moorslede.
          - Wouter van der Gracht, heer van Passendale (†1619) × Jeanne de la Vichte.
            - Willem van der Gracht, heer van Passendale, × Madeleine de Saint-Venant, vrouwe van Fretin.

In de loop van de eeuwen werden van der Grachts met de riddertitel vereerd:
- Olivier van der Gracht (†1418),
- Antoine van der Gracht († 1619).

In 1660 werd Jean-Frédéric van der Gracht door koning Filips IV van Spanje tot baron benoemd, door verheffing van de heerlijkheid Vremde tot baronie. Zijn familietak doofde uit. In 1653 is hij al Heer van Vremde. Hij komt dan voor te Rumst als doopgetuige samen met prenobilis domicella Florentina van der Gracht.
Onder het ancien régime behoorden heel wat heerlijkheden toe aan leden van de familie Van der Gracht, zoals Moorsele, Schardeau, Rommerswael, Vremde, Roosebeke, Schiervelde, Noppen, Passendale, Hulst, Corenbrugge en Fretin.
Bij de hernieuwing van de adellijke status vanaf 1816 onder het Verenigd Koninkrijk der Nederlanden, werd onder verschillende namen erfelijke adel bekomen voor afstammelingen van der Gracht. Het ging om:
- Van der Gracht de Rommerswael,
- Van der Gracht de Fretin (uitgedoofd in 1896),
- Van der Gracht d'Eeghem (uitgedoofd in 1923).

## Van der Gracht de Rommerswael

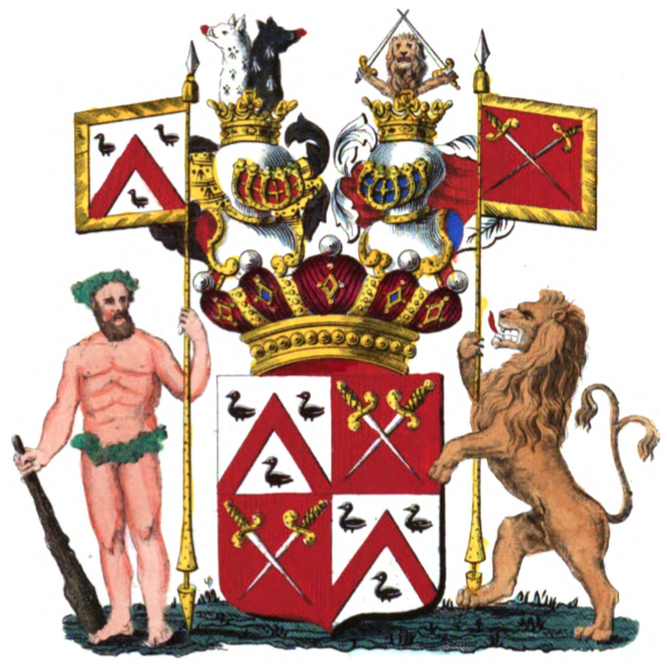
Wapenschild Familie Van der Gracht de Rommerswael

De eerste heer van der Gracht die heer werd van de heerlijkheid Rommerswael leefde in het begin van de zeventiende eeuw. De filiatie was als volgt:
- Jan van der Gracht, zoon van Antoine, heer van Schardeau (hierboven) werd heer van Rommerswael en was getrouwd met Catherine d'Ostrel.
  - Antoine van der Gracht de Rommerswael, trouwde met Anne de Wachtendonck.
    - Jean-François van der Gracht de Rommerswael (°1646), trouwde met Gertrude van der Gracht, barones van Vremde.
      - Rogier Philippe van der Gracht (Eeckhoven, 1 oktober 1684 - Mechelen, 16 mei 1759) baron van Vremde, Vriessele, Battenbroeck en Eeckhoven (Rumst), trouwde op 3 Juli 1734 met zijn nicht Maria Catherina Philippina Van Varick (Mechelen 14 September 1703 - 5 Februari 1776), vrouwe van Tielen (Kasterlee), Terwilderen en ter Loo (Mechelen, 9 Mei 1703 - 5 Februari 1776). Het portret van Maria Catherina Philippina Van Varick door Philippe de Champagne bevindt zich op het kasteel van Wezel, het is met de wapens van Baexen en Varinck versierd en draagt het jaartal 1705.
        - François Bernard Hendrik Rogier van der Gracht (Rumst 30 Augustus 1735 - Brussel 13 Oktober 1793), baron van Vremde, heer van Lodyck, Battenbroeck, Vriesseke Eeckhoven, Terloo en kamerheer van Keizerin Maria Theresia van Oostenrijk, trouwde op 1 April 1777 op het kasteel van Malève met Maria Florencia Helena Frederica Josepha Ludovica gravin van Berlo-Suys (Keulen 23 Juli 1758 - Aken 21 februari 1799).
          - Louise Jeanne Jean Nepomucène Marie Gertrude van der Gracht de Rommerswael (Brussel 4 Augustus 1780 - Tielen (Kasterlee) 25 November 1860), vrouwe van Tielen, voor ze samen met haar zus Albertine naar het kasteel van Tielen vertrok woonde ze ongehuwd samen met haar zus in hotel van der Gracht, in Goswin de Stassartstraat in Mechelen. Samen met haar zus verkocht ze hof van der Gracht de Rommerswael in 1839 aan de Arme Klaren. Stierf ongehuwd en kinderloos waardoor haar erfenis ging naar haar zus Albertine.
          - Albertine Jeanne Nepomucène Louis de Gonzague Gislaine Marie gertrude van der Gracht de Rommerswael, (Brussel 7 Oktober 1784 - Tielen (Kasterlee) 16 Juni 1863), vrouwe van Tielen, stierf ongehuwd en kinderloos waardoor haar erfenis ging naar twee neven Pierre François Leopold van der Gracht de Rommerswael en Edward Jacob Jozef van der Gracht de Rommerswael (zie onder titel: na 1816)

        - Filips Frans Jozef Rogier van der Gracht, tweede zoon en heer van Tielen (Kasterlee) en Gierle (6 oktober 1736 - 7 december 1810), stierf ongehuwd en kinderloos waarna de erfenis ging naar zijn twee ongehuwde nichten Ludovica en Albertina dochters van der Gracht de Rommerswael.

### Na 1816
Leopold Anne Roger Ghislain Jean Népomucème Aloïs de Gonzague Joseph van der Gracht de Rommerswael (Brussel, 8 april 1786 - Antwerpen ,29 september 1868), zoon van François, was de laatste feodale heer van Vremde, en van Rommerswael. Na de dood van zijn vader cumuleerde hij, tot aan de afschaffing van de adel in 1795, tal van titels als heer van Yerseke, Loddy, Elsene, Boendaal, Bosvoorde, Battenbroek, Eekhoven, Vrijsele, Terlo, Court-Saint-Etienne, Witterzée, Lorensart, Huizingen, Eisingen en Buizingen. De revolutie viel voor hem duidelijk niet mee: hij moest werken als ontvanger van belastingen in Vorst. Het belette niet dat hij in 1816 opnieuw aanspraak maakte op de adellijke status en werd erkend in de erfelijke adel met de titel baron, overdraagbaar bij eerstgeboorte en benoeming in de Ridderschap van de provincie Antwerpen.
Hij trouwde in 1816 met Pétronille Haegens (1793-1880). Ze hadden een dochter en zes zoons, van wie er drie voor afstammelingen zorgden.
- Pierre François Leopold van der Gracht (1817-1893) die bureauchef was bij het provinciaal bestuur van Antwerpen. Hij trouwde met Octavie van de Meersche (1826-1869) en woonde in Mol. Onder hun zeven kinderen
  - Ferdinand van der Gracht (1849-1928), die trouwde met Irma Vande Cauter (1863-1946) en had twee zonen en was actief als vrederechter en Liberaal.
    - Armand van der Gracht de Rommerswael (18 November 1890 - 22 September 1934) die socialistisch volksvertegenwoordiger was tot aan zijn dood. Hij huwde met Joanna Van Locco. Het huwelijk bleef kinderloos. Omwille van zijn adellijke afkomst en uitbouwen van het socialisme in Turnhout kreeg hij de bijnaam rode baron.
    - George "Gust" van der Gracht de Rommerswael (Turnhout 26 December 1894 -  Antwerpen 10 September 1966), voetballer bij Beerschot van 1919 tot 1924. Hij huwde met Jeanne Van Heurck (10 Augustus 1899-1971)
- Edouard Jacques Joseph van der Gracht de Rommerswael (Mol 27 maart 1831 - Mol 8 April 1864), gehuwd met Joanna Josepha Maria Olieslaegers (Antwerpen 20 Januari 1834) die griffier was bij de rechtbank van eerste aanleg van Antwerpen.
  - Regina Leopoldina Joanna Maria van der Gracht de Rommerswael (Antwerpen 24 Mei 1863 - 4 April 1938), gehuwd met Ernest Maria Pieter Frans Polus (Tongeren 28 November 1862 - Tielen 30 Maart 1944), vrouwe van Tielen.
    - Edward jean Marie Emile Polus (Tielen 3 januari 1897 - Belgisch Congo 11 november 1936), heer van Tielen, hij was vier jaar krijgsgevangene in Duitsland tijdens de Eerste Wereldoorlog. Nadien kocht hij een plantage in Belgisch Congo waar hij ongehuwd en kinderloos stierf aan malariakoorts.
    - Albert Marie Josph Ferdinand Antoine Polus (? - Tielen 27 April 1984), priester en laatste heer van Tielen.

## Van der Gracht de Fretin

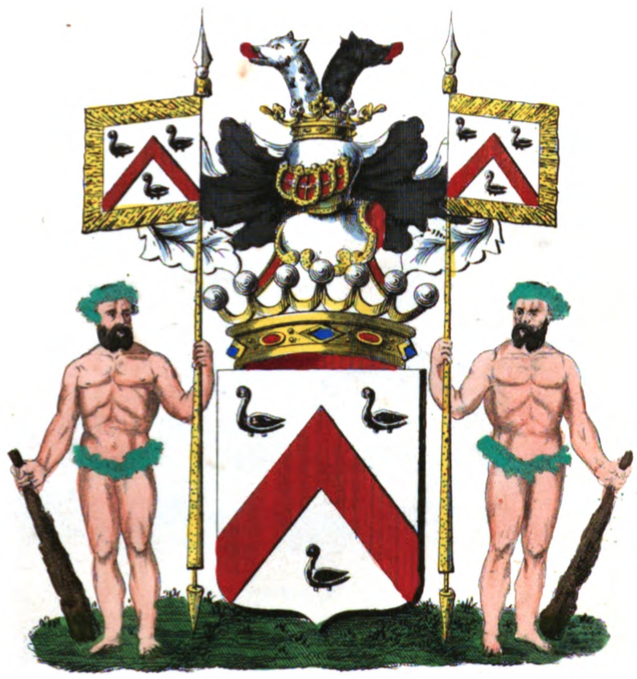
Wapenschild van der Gracht de Fretin

- Willem van der Gracht was de heer die de Fretin aan zijn familienaam toevoegde, door zijn huwelijk met Madeleine de Saint-Venant, vrouwe van Fretin. De opvolgers waren:
  - Ignace van der Gracht, heer van Fretin, die trouwde in 1672 met Marie-Marguerite Pally.
    - Antoine van der Gracht (1674-1734), heer van Fretin, die trouwde met Marie-Bernard du Bois.
      - Louis-François van der Gracht (1698-1776), heer van Fretin, die trouwde met Philis de la Tour du Pin de la Charre.
        - Louis van der Gracht (1745-1814), die trouwde met Marie Snoy (1747-1835). Hij was de laatste heer van Fretin onder het ancien régime.

### Na 1816
Ange-Désiré Idesbald François Ghislain van der Gracht (een zoon van Louis hierboven) (Mechelen, 1 januari 1785 - Brussel, 15 juni 1854) werd onder het Verenigd Koninkrijk der Nederlanden in 1818 erkend in de erfelijke adel met de titel baron, overdraagbaar bij eerstgeboorte. Hij trouwde in 1818 met Marie-Louise de Pret (1797-1856), dochter van de heer de Calesberg. Ze hadden vijf kinderen, maar geen van hen zorgde voor nakomelingen. Deze familietak doofde uit met de dood van hun zoon Stanislas van der Gracht in 1896.

## Van der Gracht d'Eeghem
Timothée-Charles van der Gracht, broer van Louis van der Gracht-Snoy, twaalfde en laatste zoon van Louis-François van der Gracht - de La Tour du Pin, was officier in het Spaanse leger. Hij trouwde in 1785 in Lochristi met Thérèse Françoise del Rio y Ayala (Brugge 10 maart 1763 - 13 oktober 1829).
Zij was de laatste van haar familie en was hierdoor in het bezit van onder meer de heerlijkheid Egem. Door dit huwelijk werd Timothée heer van Egem en hij voegde de naam aan zijn familienaam toe. Nog net voor de Franse overheersing, in mei 1793, werd hij benoemd tot 'hoogpointer' van Kortrijk, maar dit duurde slechts een jaar.

### Na 1816
- Timothée Charles Ernest Idesbalde van der Gracht d'Eeghem (Doornik, 11 december 1756 - Gent, 3 februari 1831), hierboven vermeld, overleefde de revolutiejaren zonder dat juist geweten is hoe. Onder het keizerrijk werd hij in 1806 benoemd tot burgemeester van Egem en hij vervulde dit ambt tot in 1830. In de Hollandse Tijd werd hij ook arrondissementeel intendant voor Kortrijk en inspecteur van Waters en Bossen in West-Vlaanderen. Het echtpaar had zeven kinderen, onder wie
  - Idesbald Marie Louis Joseph van der Gracht d'Eeghem (1787-1858), die trouwde met Hortense van der Bruggen (1799-1841). Hij bouwde een nieuw kasteel in Egem en kwam het bewonen. Van 1836 tot aan zijn dood was hij burgemeester van Egem.
    - Idesbald-Alberic van der Gracht d'Eeghem (1828-1897) werd, na zijn vader, burgemeester van Egem en, zoals hij, bleef hij dit tot aan zijn dood, ondanks het feit dat hij in zijn laatste levensjaren bijna blind was. Hij trouwde met Zoé de Moerman d'Harlebeke (1829-1903), dochter van burggraaf Charles de Moerman d'Harlebeke, gemeenteraadslid van Gent, lid van de Provinciale Staten van Oost-Vlaanderen en senator. Ze kregen twee zoons en drie dochters, van wie maar een trouwde.
      - Edgard van der Gracht d'Eeghem (1861-1923), arrondissementscommissaris van Roeselare-Tielt, inspecteur-generaal bij het ministerie van Economische Zaken en in 1919 commissaris voor de wederopbouw van de verwoeste gewesten. In 1898 kreeg hij de titel baron, overdraagbaar bij eerstgeboorte. Hij trouwde in 1889 in Brussel met barones Joséphine de Woelmont (1866-1907), dochter van baron Gustave de Woelmont, burgemeester van Gors-Opleeuw, provincieraadslid van Luik, volksvertegenwoordiger en senator. Ze kregen een dochter.
        - Simone van der Gracht d'Eeghem (1892-1970), trouwde met burggraaf Etienne de Jonghe d'Ardoye (1885-1963), luitenant-generaal, zoon van burggraaf Fernand de Jonghe d'Ardoye, volksvertegenwoordiger en senator. Het huwelijk bleef kinderloos. Met haar overlijden doofde de familietak uit.